# Alcarràs
Alcarràs è un comune spagnolo di 4 788 abitanti situato nella comunità autonoma della Catalogna.